# Драфт НБА 2015
Драфт НБА 2015 року відбувся 25 червня 2015 в Барклайс-центрі в Брукліні. Його транслював по національному телебаченню телеканал ESPN. Команди Національної баскетбольної асоціації (NBA) по черзі вибирали найкращих випускників коледжів, а також інших кандидатів, офіційно зареєстрованих для участі в драфті, зокрема іноземців. Драфтова лотерея пройшла під час плей-оф, 19 травня. Міннесота Тімбервулвз виграла драфтову лотерею і отримала право першого вибору. Уперше в історії Тімбервулвз вони отримали перший загальний драфт-пік, а також третій підряд, після того. як торгівля з Клівленд Кавальєрс дала їм перші загальні драфт-піки 2013 і 2014 в обмін на Кевіна Лава. Другий загальний драфт-пік дістався Лос-Анджелес Лейкерс, попри те, що вищі загальні шанси мали Філадельфія Севенті-Сіксерс і Нью-Йорк Нікс.

## Драфт
| РЗ | Розігруючий захисник | АЗ | Атакувальний захисник | ЛФ | Легкий форвард | ВФ | Важкий форвард | C | Центровий |

| * | Позначає гравців, які взяли участь принаймні в одній грі матчу всіх зірок НБА і потрапили до Збірної всіх зірок НБА |
| + | Позначає гравців, які взяли участь принаймні в одній грі матчу всіх зірок НБА                                       |
| x | Позначає гравців, які принаймні один раз потрапили до Збірної всіх зірок НБА                                        |
| # | Позначає гравців, які жодного разу не грали в регулярному сезоні НБА або плей-оф                                    |

| Рнд. | Вибір | Гравець                  | Поз.  | Громадянство             | Команда НБА                                                                  | Коледж/клуб                       |
| ---- | ----- | ------------------------ | ----- | ------------------------ | ---------------------------------------------------------------------------- | --------------------------------- |
| 1    | 1     | Карл-Ентоні Таунс        | C     | Домініканська Республіка | Міннесота Тімбервулвз                                                        | Кентуккі (Фр.)                    |
| 1    | 2     | Д'Анджело Рассел         | РЗ/SG | США                      | Лос-Анджелес Лейкерс                                                         | Огайо Стейт (Фр.)                 |
| 1    | 3     | Джаліл Окафор            | C     | США                      | Філадельфія Севенті-Сіксерс                                                  | Дьюк (Фр.)                        |
| 1    | 4     | Крістапс Порзінгіс       | PF    | Латвія                   | Нью-Йорк Нікс                                                                | Baloncesto Sevilla (Іспанія)      |
| 1    | 5     | Маріо Гезоня             | АЗ/SF | Хорватія                 | Орландо Меджик                                                               | FC Barcelona (Іспанія)            |
| 1    | 6     | Віллі Колі-Стейн         | C     | США                      | Сакраменто Кінґс                                                             | Кентуккі (Дж.)                    |
| 1    | 7     | Еммануель Мудіай         | РЗ    | ДР Конго                 | Денвер Наггетс                                                               | Guangdong Southern Tigers (Китай) |
| 1    | 8     | Стенлі Джонсон           | ЛФ    | США                      | Детройт Пістонс                                                              | Аризона (Фр.)                     |
| 1    | 9     | Френк Камінськи          | C     | США                      | Шарлотт Горнетс                                                              | Вісконсін (Ср.)                   |
| 1    | 10    | Джастіс Вінслоу          | ЛФ    | США                      | Маямі Гіт                                                                    | Дьюк (Фр.)                        |
| 1    | 11    | Майлз Тернер             | C     | США                      | Індіана Пейсерз                                                              | Техас (Фр.)                       |
| 1    | 12    | Трей Лайлз               | ВФ    | Канада                   | Юта Джаз                                                                     | Кентуккі (Фр.)                    |
| 1    | 13    | Девін Букер              | АЗ    | США                      | Фінікс Санз                                                                  | Кентуккі (Фр.)                    |
| 1    | 14    | Камерон Пейн             | РЗ    | США                      | Оклахома-Сіті Тандер                                                         | Мюррей Стейт (Соф.)               |
| 1    | 15    | Келлі Убре (молодший)    | АЗ    | США                      | Атланта Гокс (від Бруклін, проданий у Вашингтон)                             | Канзас (Фр.)                      |
| 1    | 16    | Террі Розір              | РЗ    | США                      | Бостон Селтікс                                                               | Луїсвілл (Соф.)                   |
| 1    | 17    | Рашад Вон                | АЗ    | США                      | Мілвокі Бакс                                                                 | УНВЛ (Фр.)                        |
| 1    | 18    | Сем Деккер               | ЛФ    | США                      | Х'юстон Рокетс (від Нью-Орлінс)                                              | Вісконсін (Дж.)                   |
| 1    | 19    | Джеріан Грант            | РЗ    | США                      | Вашингтон Візардс (проданий у Нью-Йорк через Atlanta)                        | Нотр-Дам (Ср.)                    |
| 1    | 20    | Делон Райт               | РЗ    | США                      | Торонто Репторз                                                              | Utah (Ср.)                        |
| 1    | 21    | Джастін Андерсон         | ЛФ    | США                      | Даллас Маверікс                                                              | Вірджинія (Дж.)                   |
| 1    | 22    | Боббі Портіс             | ВФ    | США                      | Чикаго Буллз                                                                 | Арканзас (Соф.)                   |
| 1    | 23    | Рондей Голліс-Джефферсон | ЛФ    | США                      | Портленд Трейл-Блейзерс (проданий у Бруклін)                                 | Аризона (Соф.)                    |
| 1    | 24    | Таюс Джонс               | РЗ    | США                      | Клівленд Кавальєрс (проданий у Міннесота)                                    | Дьюк (Фр.)                        |
| 1    | 25    | Джарелл Мартін           | ВФ    | США                      | Мемфіс Ґріззліс                                                              | ЛСЮ (Соф.)                        |
| 1    | 26    | Нікола Мілутінов#        | C     | Сербія                   | Сан-Антоніо Сперс                                                            | Partizan Belgrade (Сербія)        |
| 1    | 27    | Ларрі Ненс               | ВФ    | США                      | Лос-Анджелес Лейкерс (від Х'юстон)                                           | Wyoming (Ср.)                     |
| 1    | 28    | Ар Джей Гантер           | АЗ    | США                      | Бостон Селтікс (від ЛА Кліпперс)                                             | Джорджия Стейт (Дж.)              |
| 1    | 29    | Кріс Маккаллоу           | ВФ    | США                      | Бруклін Нетс (від Атланта)                                                   | Сірак'юс (Фр.)                    |
| 1    | 30    | Кевон Луні               | ВФ    | США                      | Голден-Стейт Ворріорс                                                        | УКЛА (Фр.)                        |
| 2    | 31    | Чеді Осман#              | АЗ/SF | Туреччина                | Міннесота Тімбервулвз (проданий у Клівленд)                                  | Anadolu Efes (Туреччина)          |
| 2    | 32    | Монтрезл Гаррелл         | ВФ    | США                      | Х'юстон Рокетс (від Нью-Йорк)                                                | Луїсвілл (Дж.)                    |
| 2    | 33    | Джордан Мікі             | ВФ    | США                      | Бостон Селтікс (від Філадельфія через Маямі)                                 | ЛСЮ (Соф.)                        |
| 2    | 34    | Ентоні Браун             | ЛФ    | США                      | Лос-Анджелес Лейкерс                                                         | Stanford (Ср.)                    |
| 2    | 35    | Віллі Ернангомес         | C     | Іспанія                  | Філадельфія Севенті-Сіксерс (від Орландо, проданий у Нью-Йорк)               | Baloncesto Sevilla (Іспанія)      |
| 2    | 36    | Ракім Крістмас           | ВФ/C  | США                      | Міннесота Тімбервулвз (від Сакраменто через Х'юстон, проданий у Клівленд)    | Сірак'юс (Ср.)                    |
| 2    | 37    | Річон Голмс              | ЛФ/PF | США                      | Філадельфія Севенті-Сіксерс (від Денвер через Х'юстон, Портленд і Міннесота) | Боулінг Грін (Ср.)                |
| 2    | 38    | Даррун Гілліард          | АЗ    | США                      | Детройт Пістонс                                                              | Вілланова (Ср.)                   |
| 2    | 39    | Хуан Пабло Ваулет#       | ЛФ    | Аргентина                | Шарлотт Горнетс (проданий у Бруклін)                                         | Естудіантес де Байя (Аргентина)   |
| 2    | 40    | Джош Річардсон           | АЗ    | США                      | Маямі Гіт                                                                    | Теннессі (Ср.)                    |
| 2    | 41    | Пет Конотон              | ЛФ    | США                      | Бруклін Нетс (проданий у Портленд)                                           | Нотр-Дам (Ср.)                    |
| 2    | 42    | Олів'є Анлан#            | РЗ    | Канада                   | Юта Джаз                                                                     | Бостонський коледж (Дж.)          |
| 2    | 43    | Джозеф Янг               | РЗ    | США                      | Індіана Пейсерз                                                              | Орегон (Ср.)                      |
| 2    | 44    | Ендрю Гаррісон           | РЗ    | США                      | Фінікс Санз (проданий у Мемфіс)                                              | Кентуккі (Соф.)                   |
| 2    | 45    | Маркус Торнтон#          | РЗ    | США                      | Бостон Селтікс                                                               | Вільям і Мері (Ср.)               |
| 2    | 46    | Норман Павелл            | АЗ    | США                      | Мілвокі Бакс (проданий у Торонто)                                            | УКЛА (Ср.)                        |
| 2    | 47    | Артурас Гудайтіс#        | C     | Литва                    | Філадельфія Севенті-Сіксерс (від Нью-Орлінс через Вашингтон і ЛА Кліпперс)   | Жальгіріс (Литва)                 |
| 2    | 48    | Дакарі Джонсон#          | C     | США                      | Оклахома-Сіті Тандер                                                         | Кентуккі (Соф.)                   |
| 2    | 49    | Аарон Вайт#              | ВФ    | США                      | Вашингтон Візардс                                                            | Айова (Ср.)                       |
| 2    | 50    | Маркус Ерікссон#         | АЗ    | Швеція                   | Атланта Гокс (від Торонто)                                                   | FC Barcelona (Іспанія)            |
| 2    | 51    | Тайлер Гарві#            | РЗ    | США                      | Орландо Меджик (від Чикаго)                                                  | Східний Вашингтон (Дж.)           |
| 2    | 52    | Сатнам Сінгх Бхамара#    | C     | Індія                    | Даллас Маверікс                                                              | IMG Academy (Брейдентон; СШПО)    |
| 2    | 53    | Сер'Домінік Пойнтер#     | ЛФ    | США                      | Клівленд Кавальєрс (від Портленд через Чикаго і Денвер)                      | Сент Джонс (Ср.)                  |
| 2    | 54    | Дані Дієс#               | ЛФ    | Іспанія                  | Юта Джаз (від Клівленд, проданий у Портленд)                                 | Сан-Себастьян (Іспанія)           |
| 2    | 55    | Каді Лаланн#             | ВФ    | Гаїті                    | Сан-Антоніо Сперс                                                            | Массачусетс (Ср.)                 |
| 2    | 56    | Бренден Доусон           | ЛФ    | США                      | Нью-Орлінс Пеліканс (від Мемфіс, проданий у ЛА Кліпперс)                     | Мічиган Стейт (Ср.)               |
| 2    | 57    | Нікола Радічевич#        | РЗ    | Сербія                   | Денвер Наггетс (від ЛА Кліпперс)                                             | Балонсесто Севілья (Іспанія)      |
| 2    | 58    | Джей Пі Токото#          | АЗ/SF | США                      | Філадельфія Севенті-Сіксерс (від Х'юстон)                                    | Північна Кароліна (Дж.)           |
| 2    | 59    | Дімітріос Аграваніс#     | ВФ    | Греція                   | Атланта Гокс                                                                 | Олімпіакос (Греція)               |
| 2    | 60    | Лука Мітрович#           | ВФ    | Сербія                   | Філадельфія Севенті-Сіксерс (від Голден-Стейт через Індіана)                 | Црвена Звезда (Сербія)            |

## Помітні гравці, яких не задрафтовано
Цих гравців не було вибрано під час драфту $2 року, але вони зіграли принаймні в одній грі регулярного сезону або плей-оф НБА.
| Гравець            | Поз.  | Громадянствос            | Коледж/Клуб                    |
| ------------------ | ----- | ------------------------ | ------------------------------ |
| Кліфф Алекзандер   | PF    | США                      | Канзас (Фр.)                   |
| Ніколас Бруссіно   | SF/SG | Аргентина                | Регатас Коррієнтес (Аргентина) |
| Куінн Кук          | PG    | США                      | Дьюк (Ср.)                     |
| Брюс Дежан-Джонс   | SG    | США                      | Айова Стейт (Ср.)              |
| Дує Дукан          | PF    | Хорватія · США           | Вісконсін (Ср.)                |
| Тревон Грем        | SG    | США                      | УСВ (Ср.)                      |
| Аарон Гаррісон     | SG    | США                      | Кентуккі (Соф.)                |
| Ті Джей МакКоннелл | PG    | США                      | Аризона (Ср.)                  |
| Луїс Монтеро       | SG    | Домініканська Республіка | Весчерський СК (Соф.)          |
| Моріс Ндур         | PF    | Сенегал                  | Огайо (Ср.)                    |
| Джей Джей О'Браян  | SF/SG | США                      | Сан-Дієго Стейт (Ср.)          |
| Чассон Рендл       | PG    | США                      | Стенфорд (Ср.)                 |
| Браянте Вебер      | PG    | США                      | УСВ (Ср.)                      |
| Алан Вільямс       | C/F   | США                      | УК в Санта-Барбарі (Ср.)       |
| Крістіан Вуд       | PF    | США                      | УНВЛ (Соф.)                    |

## Драфтова лотерея
НБА щорічно проводить лотерею перед драфтом, щоб визначити порядок вибору на драфті командами, які не потрапили до плей-оф у попередньому сезоні. Кожна команда, яка не потрапила до плей-оф, має шанс виграти один з трьох перших виборів, проте клуби, які показали найгірше співвідношення перемог до поразок у минулому сезоні, мають найбільші шанси на це. Після того, як визначено перші три вибори, решта команд відсортовуються відповідно до їх результатів у попередньому сезоні. У таблиці представлено шанси команд, що не потрапили до плей-оф, отримати номери посіву від 1 до 14.
Лотерея 2015 року відбулася 19 травня. Міннесота Тімбервулвз, яка мала найгірше співвідношення поразок до перемог у попередньому сезоні і найвищі шанси під час лотереї - 25%, виграла її. Лос-Анджелес Лейкерс перемістився з четвертого місця на друге, а Філадельфія Севенті-Сіксерс отримала третій драфт-пік. Єдиною командою, яка опустилася вниз зі свого прогнозованого місця, був Нью-Йорк Нікс, який опустився з другого місця на четверте.
| ^ | Позначає дійсний результат лотереї |

| Team                        | Результати в сезоні 2014–2015 | Шанси в лотереї | Ймовірності лотереї | Ймовірності лотереї | Ймовірності лотереї | Ймовірності лотереї | Ймовірності лотереї | Ймовірності лотереї | Ймовірності лотереї | Ймовірності лотереї | Ймовірності лотереї | Ймовірності лотереї | Ймовірності лотереї | Ймовірності лотереї | Ймовірності лотереї | Ймовірності лотереї |
| Team                        | Результати в сезоні 2014–2015 | Шанси в лотереї | 1-й                 | 2-й                 | 3-й                 | 4-й                 | 5-й                 | 6-й                 | 7-й                 | 8-й                 | 9-й                 | 10-й                | 11-й                | 12-й                | 13-й                | 14th                |
| --------------------------- | ----------------------------- | --------------- | ------------------- | ------------------- | ------------------- | ------------------- | ------------------- | ------------------- | ------------------- | ------------------- | ------------------- | ------------------- | ------------------- | ------------------- | ------------------- | ------------------- |
| Міннесота Тімбервулвз       | 16–66                         | 250             | ,250^               | ,215                | ,178                | ,357                | —                   | —                   | —                   | —                   | —                   | —                   | —                   | —                   | —                   | —                   |
| Нью-Йорк Нікс               | 17–65                         | 199             | ,199                | ,188                | ,171                | ,319^               | ,123                | —                   | —                   | —                   | —                   | —                   | —                   | —                   | —                   | —                   |
| Філадельфія Севенті-Сіксерс | 18–64                         | 156             | ,156                | ,157                | ,156^               | ,226                | ,265                | ,040                | —                   | —                   | —                   | —                   | —                   | —                   | —                   | —                   |
| Лос-Анджелес Лейкерс        | 21–61                         | 119             | ,119                | ,126^               | ,133                | ,099                | ,351                | ,160                | ,012                | —                   | —                   | —                   | —                   | —                   | —                   | —                   |
| Орландо Меджик              | 25–57                         | 88              | ,088                | ,097                | ,107                | —                   | ,261^               | ,360                | ,084                | ,004                | —                   | —                   | —                   | —                   | —                   | —                   |
| Сакраменто Кінґс            | 29–53                         | 63              | ,063                | ,071                | ,081                | —                   | —                   | ,440^               | ,305                | ,040                | ,001                | —                   | —                   | —                   | —                   | —                   |
| Денвер Наггетс              | 30–52                         | 43              | ,043                | ,049                | ,058                | —                   | —                   | —                   | ,600^               | ,232                | ,018                | ,000                | —                   | —                   | —                   | —                   |
| Детройт Пістонс             | 32–50                         | 28              | ,028                | ,033                | ,039                | —                   | —                   | —                   | —                   | ,724^               | ,168                | ,008                | ,000                | —                   | —                   | —                   |
| Шарлотт Горнетс             | 33–49                         | 17              | ,017                | ,020                | ,024                | —                   | —                   | —                   | —                   | —                   | ,813^               | ,122                | ,004                | ,000                | —                   | —                   |
| Маямі Гіт                   | 37–45                         | 11              | ,011                | ,013                | ,016                | —                   | —                   | —                   | —                   | —                   | —                   | ,870^               | ,089                | ,002                | ,000                | —                   |
| Індіана Пейсерз             | 38–44                         | 8               | ,008                | ,009                | ,012                | —                   | —                   | —                   | —                   | —                   | —                   | —                   | ,907^               | ,063                | ,001                | ,000                |
| Юта Джаз                    | 38–44                         | 7               | ,007                | ,008                | ,010                | —                   | —                   | —                   | —                   | —                   | —                   | —                   | —                   | ,935^               | ,039                | ,000                |
| Фінікс Санз                 | 39–43                         | 6               | ,006                | ,007                | ,009                | —                   | —                   | —                   | —                   | —                   | —                   | —                   | —                   | —                   | ,960^               | ,018                |
| Оклахома-Сіті Тандер        | 45–37                         | 5               | ,005                | ,006                | ,007                | —                   | —                   | —                   | —                   | —                   | —                   | —                   | —                   | —                   | —                   | ,982^               |

## Угоди з драфт-піками

### Угоди перед драфтом
До дня драфту відбулись такі угоди, результатом яких став обмін драфт-піками між командами.
1. 1 2  
11 липня 2012: від Бруклін Нетс до Атланта Гокс[4][5]
  - Атланта придбала Джордана Фармара, Ентоні Морроу, Дешона Стівенсона, Джордана Вільямса, Жоана Петро, умовний драфт-пік першого раунду 2013 року, драфт-пік другого раунду 2017 року, опцію обміну драфт-піками першого раунду 2014 року і опцію обміну драфт-піками першого раунду 2015 року
  - Бруклін придбав Джо Джонсона
2. ↑  
15 липня 2014: від Нью-Орлінс Пеліканс до Х'юстон Рокетс (тристоронній обмін за участю Вашингтон Візардс)[7][8]
  - Х'юстон придбав Алонсо Джі, Скотті Гопсона і умовний драфт-пік першого раунду 2015 року (з захистом топ 3 і 20–30 у 2015 році) від Нью-Орлінс
  - Х'юстон придбав Тревора Арізу від Вашингтона (sign and trade)
  - Нью-Орлінс придбав Омера Ашика, Омрі Касспі і грошову винагороду від Х'юстона
  - Вашингтон придбав Мелвіна Ілая від Нью-Орлінс
3. ↑  
13 липня 2014: від Х'юстон Рокетс до Лос-Анджелес Лейкерс[12][13]
  - ЛА Лейкерс придбав Джеремі Ліна, умовний драфт-пік першого раунду  2015 року (з захистом у топ 14 2014 року) і умовний драфт-пік другого раунду 2015 року
  - Х'юстон придбав драфтові права на Сергія Ліщука
4. ↑  
25 червня 2013: від Лос-Анджелес Кліпперс до Бостон Селтікс[13][14]
  - Бостон придбав драфт-пік першого раунду 2015 року як компенсацію за те, що дозволили найняти Дока Ріверса головним тренером
5. ↑  
11 липня 2012: від Нью-Йорк Нікс до Х'юстон Рокетс[17]
  - Нью-Йорк придбав Маркуса Кембі (sign and trade)
  - Х'юстон придбав Тоні Дагласа, Джоша Гаррелссона, Джерома Джордана, драфт-пік другого раунду 2014 року, драфт-пік другого раунду 2015 року і грошову винагороду
6. ↑  
28 червня 2012: від Філадельфія Севенті-Сіксерс до Маямі Гіт[18][19]
  - Маямі придбав драфтові права на Джастіна Гамільтона і умовний майбутній драфт-пік першого раунду (з захистом у топ 14 2013–2015 років, а також драфт-піки в другому раунді 2015 і 2016 років)
  - Філадельфія придбала драфтові права на Арнетта Мултрі

15 січня 2014: від Маямі Гіт до Бостон Селтікс (тристоронній обмін за участю Голден-Стейт Ворріорс)[20][21]
  - Бостон придбав Джоела Ентоні, умовний драфт-пік Філадельфії в першому раунді, драфт-пік другого раунду 2016 року від Маямі і грошову винагороду
  - Маямі придбав Тоні Дагласа від Голден Стейт
  - Голден Стейт придбав Джордана Кроуфорда і Маршона Брукса від Бостона
7. ↑  
26 червня 2014: від Орландо Меджик до Філадельфія Севенті-Сіксерс[22]
  - Філадельфія придбала драфтові права на Даріо Шарича, майбутній драфт-пік першого раунду і драфт-пік другого раунду 2015 року
  - Орландо придбав драфтові права на Елфріда Пейтона
8. ↑  
17 вересня 2014: від Сакраменто Кінґс до Х'юстон Рокетс[24]
  - Х'юстон придбав Jason Terry, драфт-пік другого раунду 2015 року і драфт-пік другого раунду 2016 року
  - Сакраменто придбав Alonzo Gee і Scotty Hopson
9. 1 2  
19 грудня 2014: Х'юстон Рокетс, Міннесота Тімбервулвз і Філадельфія Севенті-Сіксерс тристоронній обмін[25]
  - Х'юстон придбав Корі Бруера від Міннесоти
  - Х'юстон придбав Alexey Shved від Філадельфії
  - Міннесота придбала Troy Daniels, драфт-пік Сакраменто в другому раунді 2015 року, драфт-пік другого раунду 2016 року і грошову винагороду від Х'юстона
  - Філадельфія придбала драфтові права на Sergei Lishouk і драфт-пік другого раунду 2015 року від Х'юстона
  - Філадельфія придбала Ronny Turiaf від Міннесоти
10. ↑  
22 лютого 2011: відДенвер Наггетс до Міннесота Тімбервулвз (тристоронній обмін за участю Нью-Йорк Нікс)[26][27]
  - Міннесота придбала драфт-пік другого раунду 2015 року від Денвера
  - Міннесота придбала Anthony Randolph, Eddy Curry і грошову винагороду від Нью-Йорка
  - Денвер придбав Kosta Koufos від Міннесоти
  - Денвер придбав Wilson Chandler, Raymond Felton, Danilo Gallinari, Timofey Mozgov, драфт-пік першого раунду 2014 року, драфт-піки другого раунду 2012 і 2013 років, опцію обміну драфт-піками першого раунду 2016 року і грошову винагороду від Нью-Йорка
  - Нью-Йорк придбав Corey Brewer від Міннесоти
  - Нью-Йорк придбав Carmelo Anthony, Чонсі Біллапса, Anthony Carter, Renaldo Balkman і Shelden Williams від Денвера

27 червня 2011: від Міннесота Тімбервулвз до Портленд Трейл-Блейзерс[28]
  - Міннесота придбала драфтові права на Tanguy Ngombo
  - Портленд придбав драфт-пік Денвера в другому раунді 2015 року

10 липня 2013: від Портленд Трейл-Блейзерс до Х'юстон Рокетс[29]
  - Х'юстон придбав драфтові права на Kostas Papanikolaou, драфтові права на Marko Todorović, драфт-пік Денвера в другому раунду 2015 року і драфт-пік другого раунду 2017 року
  - Портленд придбав Thomas Robinson

19 лютого 2015: від Х'юстон Рокетс до Філадельфія Севенті-Сіксерс[30]
  - Філадельфія придбала Isaiah Canaan і драфт-пік Денвера в другому раунді 2015 року
  - Х'юстон придбав K. J. McDaniels
11. ↑  
22 грудня 2011: від Нью-Дже́рсі Нетс (тепер Бруклін Нетс) до Юта Джаз[32]
  - Юта придбала драфт-пік другого раунду 2015 року
  - Нью-Джерсі придбав Mehmet Okur

27 червня 2013: від Юта Джаз до Атланта Гокс[33]
  - Атланта придбала драфт-пік Брукліна в другому раунді 2015 року
  - Юта придбала драфтові права на Raulzinho Neto

26 червня 2014: від Атланта Гокс до Мілвокі Бакс[34]
  - Мілвокі придбав драфт-пік Брукліна в другому раунді 2015 року
  - Атланта придбала драфтові права на Lamar Patterson

30 червня 2014: від Мілвокі Бакс до Бруклін Нетс[35]
  - Бруклін придбав назад їхній драфт-пік в другому раунді 2015 року, а також придбав драфт-пік другого раунду 2019 року як компенсацію за дозвіл Мілвокі найняти Jason Kidd головним тренером
12. ↑  
14 грудня 2011: Нью-Орлінс Горнетс (тепер Нью-Орлінс Пеліканс) до Лос-Анджелес Кліпперс[38]
  - ЛА Кліпперс придбав Chris Paul, драфт-пік другого раунду 2015 року і майбутній драфт-пік другого раунду
  - Нью-Орлінс придбав Eric Gordon, Chris Kaman, Al-Farouq Aminu і драфт-пік першого раунду 2012 року

15 березня 2012: від Лос-Анджелес Кліпперс до Вашингтон Візардс (тристоронній обмін за участю Денвер Наггетс)[39]
  - Вашингтон придбав Brian Cook і драфт-пік Нью-Орлінс в другому раунді 2015 року від ЛА Кліпперс
  - Вашингтон придбав Майбинера Родні Іларіо від Денвера
  - ЛА Кліпперс придбав Nick Young від Вашингтона
  - Денвер придбав JaVale McGee і Ronny Turiaf від Вашингтона

20 лютого 2014: від Вашингтон Візардс до Філадельфія Севенті-Сіксерс (тристоронній обмін за участю Денвер Наггетс)[40][41]
  - Філадельфія придбала Eric Maynor і драфт-пік Нью-Орланс у другому раунді 2015 року від Вашингтона
  - Філадельфія придбала драфт-пік другого раунду 2016 року від Денвера
  - Вашингтон придбав умовний драфт-пік у другому раунді 2014 року від Філадельфії
  - Вашингтон придбав Andre Miller від Денвера
  - Денвер придбав Jan Veselý від Вашингтона
13. ↑  
30 червня 2014: від Торонто Репторз до Атланта Гокс[42]
  - Атланта придбала John Salmons і драфт-пік другого раунду 2015 року
  - Торонто придбав Louis Williams і драфтові права на Lucas Nogueira
14. ↑  
14 липня 2014: від Чикаго Буллз до Орландо Меджик[43]
  - Орландо придбав Anthony Randolph, драфт-пік другого раунду 2015 року, драфт-пік другого раунду 2016 року і грошову винагороду
  - Чикаго придбав драфтові права на Milovan Raković
15. ↑  
27 червня 2013: від Портленд Трейл-Блейзерс до Клівленд Кавальєрс[44]
  - Портленд придбав драфтові права на Allen Crabbe
  - Клівленд придбав драфт-пік другого раунду 2015 року and драфт-пік другого раунду 2016 року

6 січня 2014: від Клівленд Кавальєрс до Чикаго Буллз[45]
  - Клівленд придбав Luol Deng
  - Чикаго придбав Andrew Bynum, умовний драфт-пік Сакраменто в першому раунді, опцію обміну драфт-піками першого раунду 2015 року, драфт-пік Портленда в другому раунді 2015 року і драфт-пік Портленда в другому раунді 2016 року

26 червня 2014: від Чикаго Буллз до Денвер Наггетс[46]
  - Чикаго придбав Anthony Randolph і драфтові права на Doug McDermott
  - Денвер придбав драфтові права на Jusuf Nurkić, драфтові права на Gary Harris and драфт-пік Портленда в другому раунді 2015 року

7 січня 2015: від Денвер Наггетс to Клівленд Кавальєрс[47]
  - Клівленд придбав Timofey Mozgov і драфт-пік Портленда в другому раунді 2015 року
  - Денвер придбав два умовних драфт-піки першого раунду
16. ↑  
22 липня 2014: від Клівленд Кавальєрс до Юта Джаз[48]
  - Юта придбала Carrick Felix, драфт-пік другого раунду 2015 року і грошову винагороду
  - Клівленд придбав John Lucas III, Malcolm Thomas і Erik Murphy
17. ↑  
12 січня 2015: від Мемфіс Ґріззліс до Нью-Орлінс Пеліканс (тристоронній обмін за участю Бостон Селтікс)[50]
  - Нью-Орлінс придбав Quincy Pondexter and драфт-пік другого раунду 2015 року від Мемфіса
  - Мемфіс придбав Russ Smith від Нью-Орлінс
  - Мемфіс придбав Jeff Green від Бостона
  - Бостон придбав Tayshaun Prince і умовний драфт-пік першого раунду від Мемфіса
  - Бостон придбав Austin Rivers від Нью-Орлінс
18. ↑  
5 січня 2009: від Лос-Анджелес Кліпперс до Денвер Наггетс[52]
  - Денвер придбав майбутній драфт-пік другого раунду
  - ЛА Кліпперс придбав Cheikh Samb і грошову винагороду
19. ↑  
19 грудня 2011: від Голден-Стейт Ворріорс до Індіана Пейсерз[53][54]
  - Індіана придбала Louis Amundson і драфт-пік другого раунду
  - Голден Стейт придбав Brandon Rush

20 лютого 2014: від Індіана Пейсерз до Філадельфія Севенті-Сіксерс[55]
  - Філадельфія придбала Danny Granger і драфт-пік Голден Стейт другого раунду 2015 року
  - Індіана придбала Evan Turner і Lavoy Allen

### Угоди під час драфту
У день драфту відбулись такі угоди, які включали задрафтованих гравців.
1. 1 2  
обмін між Вашингтон Візардс і Атланта Гокс[6]
  - Вашингтон придбав драфтові права на 15-й драфт-пік Келлі Убре (молодший)
  - Атланта придбала драфтові права на 19-й драфт-пік Джеріана Гранта і два майбутні драфт-піки другого раунду
2. ↑  
обмін між Нью-Йорк Нікс і Атланта Гокс[6][9]
  - Нью-Йорк придбав драфтові права на 19-й драфт-пік Джеріан Грант
  - Атланта придбала Тім Гардавей молодшого
3. 1 2  обмін між 
Бруклін Нетс і Портленд Трейл-Блейзерс[10]
  - Бруклін придбав Стіва Блейка і драфтові права на 23-й драфт-пік Рондей Голліс-Джефферсон
  - Портленд придбав Мейсона Пламлі і драфтові права на 41st pick Пет Конотон
4. 1 2 3  обмін між 
Міннесота Тімбервулвз і Клівленд Кавальєрс[11]
  - Міннесота придбала драфтові права на 24-й драфт-пік Таюс Джонс
  - Клівленд придбав драфтові права на 31st pick Чеді Осман, драфтові права на 36-й драфт-пік Ракім Крістмас і драфт-пік у другому раунді 2019 року
5. ↑  
Нью-Йорк Нікс і Філадельфія Севенті-Сіксерс[23]
  - Нью-Йорк придбав драфтові права на 35-й драфт-пік Гільєрмо Ернангомес
  - Філадельфія придбала два майбутні драфт-піки другого раунду і грошову винагороду
6. ↑  
Бруклін Нетс і Шарлотт Горнетс[31]
  - Бруклін придбав драфтові права на 39-й драфт-пік Juan Pablo Vaulet
  - Шарлотт придбала драфт-пік другого раунду 2018 року, драфт-пік другого раунду 2019 року і грошову винагороду
7. ↑  
Мемфіс Ґріззліс і Фінікс Санз[36]
  - Мемфіс придбав драфтові права на 44-й драфт-пік Andrew Harrison
  - Фінікс придбав Jon Leuer
8. ↑  
Торонто Репторз і Мілвокі Бакс[37]
  - Торонто придбав драфтові права на 46-й драфт-пік Norman Powell і умовний драфт-пік першого раунду  2017 року
  - Мілвокі придбав Greivis Vásquez
9. ↑  
Портленд Трейл-Блейзерс і Юта Джаз[49]
  - Портленд придбав драфтові права на 54-й драфт-пік Dani Díez
  - Юта придбала грошову компенсацію
10. ↑  
Нью-Орлінс Пеліканс і Лос-Анджелес Кліпперс[51]
  - ЛА Кліпперс придбав драфтові права на 56-й драфт-пік Branden Dawson
  - Нью-Орлінс придбав грошову компенсацію

## Нотатки
1. ↑  Громадянство означає національну збірну гравця, або яку країну він представляє. Якщо гравець не грав на міжнародному рівні, тоді цей пункт означає за збірну якої країни він може грати за правилами FIBA.
2. ↑  Karl-Anthony Towns народився і виріс у США. Його батько - американець, а мати - домініканка.[1] Він грав за збірну Домініканської Республіки починаючи з 2012 року.[2]
3. ↑  Emmanuel Mudiay народився в Демократичній Республіці Конго, але зростав у США від 5 років.[3] Він не грав за збірну жодної країни.
4. ↑  Cedi Osman народився в Македонії. Його батько - турок, а мати -   боснячка. Потім у 12 років він переїхав у Туреччину і став натуралізованим турецьким громадянином.[15] Після цього, від 2014 року, він грав за збірну Туреччини.[16]